# Presto (música)

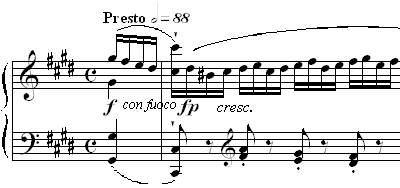
Ejemplo de presto en el Estudio Op. 10, n.º 4 de Chopin.

Presto (del italiano, rápido) es un término musical que hace referencia a una indicación de tempo equivalente a muy deprisa. Se ejecuta a una velocidad de entre 180 y 200 pulsaciones por minuto o ppm. Si se quiere hacer algo más rápido todavía (entre 200 y 208 ppm) se usa la indicación prestissimo.